# Хвешік
Хвешік (кор. 회식, Ханча: 會食, корпоративне застілля) — популярний вид застілля у суспільстві Південної Кореї, характерний зокрема для організацій та підприємств.

### Негативні наслідки

#### Надмірне споживання алкоголю і примушення до споживання
Надмірне вживання спиртного не тільки веде до ранньої смерті, але і коштує корейській економіці $20 млрд щорічно, оскільки працівники стають менш продуктивними. Однак, алкогольні вечірки є невід'ємною частиною корпоративної культури Південної Кореї, і уникнути їх неможливо, бо відмова відвідувати хвешік або пити алкоголь може зламати кар'єру працівника.